# بند برق ماهیپر
سد (بند) برق ماهیپر در ۴۰ کیلومتری شهر کابل بر روی رود کابل در کنار جاده کابل - جلال‌آباد در بخش غربی ولسوالی سروبی در ولایت کابل افغانستان قرار دارد. این یک بند وزنی است که متعلق به وزارت انرژی و آب کشور است و نگهداری می‌شود.
این بند در سال ۱۳۴۴ به همکاری کشور آلمان اعمار گردیده دارای ۳ توربین به قدرت ۶۶ میگا وات برق می‌باشد. فعلاً یک توربین آن به قدرت ۱۹ میگا وات فعال است متباقی فرسوده شده‌است. این بند  دارای ذخیره گاه طبیعی آب نبوده توسط واتر پمپ آب از پائین به بالا  کشانیده شده از سرعت این آب برق استحصال می‌گردد. این نیروگاه توسط شرکت دا افغانستان برشنا اداره می‌شود.